# Ричмонд (Вермонт)
Ричмонд (англ. Richmond) — місто (англ. town) в США, в окрузі Читтенден штату Вермонт. Населення — 4167 осіб (2020).
Місто розташоване на західних схилах Зелених гір на сході долини озера Шамплейн. Зі сходу на захід місто перетинає річка Вінускі.
У Річмонді розташований національний історичний пам'ятник — Кругла церква, побудована в 1813–1814 рр.

## Демографія
Згідно з переписом 2010 року, у місті мешкала 4081 особа в 1586 домогосподарствах у складі 1154 родин. Було 1653 помешкання
Расовий склад населення:
| - 97,0 % — білих - 0,6 % — азіатів - 0,3 % — чорних або афроамериканців - 0,1 % — корінних американців |

До двох чи більше рас належало 1,8 %. Частка іспаномовних становила 0,9 % від усіх жителів.
За віковим діапазоном населення розподілялося таким чином: 25,3 % — особи молодші 18 років, 65,2 % — особи у віці 18—64 років, 9,5 % — особи у віці 65 років та старші. Медіана віку мешканця становила 41,7 року. На 100 осіб жіночої статі у місті припадало 96,8 чоловіків; на 100 жінок у віці від 18 років та старших — 94,8 чоловіків також старших 18 років.
Середній дохід на одне домашнє господарство становив 107 675 доларів США (медіана — 86 369), а середній дохід на одну сім'ю — 125 274 долари (медіана — 96 800). Медіана доходів становила 56 272 долари для чоловіків та 45 602 долари для жінок. За межею бідності перебувало 2,4 % осіб, у тому числі 1,9 % дітей у віці до 18 років та 2,6 % осіб у віці 65 років та старших.
Цивільне працевлаштоване населення становило 2547 осіб. Основні галузі зайнятості: освіта, охорона здоров'я та соціальна допомога — 26,6 %, науковці, спеціалісти, менеджери — 12,8 %, виробництво — 11,9 %.